# The Judgement
The Judgement és una sèrie de televisió tailandesa dramàtica en tailandès que forma part del catàleg permanent de Netflix amb una història que gira al voltant de l'extorsió sexual. Té similituds amb les sèries televisives Elite i 13 Reasons Why.
Decider li donà una mala crítica basant-se en el primer episodi.

## Repartiment
- Rapatrud Jiravechsoontorkul com a Lookkaew
- Thanabordee Jaiyen com a Aud[1]
- Apasiri Nitibhon com a Buppha
- Nontanan Anchuleepradit com a Archa[2]

## Episodis
Consta de 13 episodis (títols en anglès):
- Episode 1: The Beginning of the End
- Episode 2: New Wounds, New Relationships
- Episode 3: Me and Real Me
- Episode 4: Upside Down
- Episode 5: The Guardian
- Episode 6: Shelter
- Episode 7: Win Some, Lose Some
- Episode 8: Wrong Turn
- Episode 9: Mission to Nowhere
- Episode 10: Something in Return
- Episode 11: We Can't Turn Back Time
- Episode 12: Judgemental World
- Episode 13: The End of the Beginning